# Низы (Псковская область)
Низы (эстон. Niisa Puustus, Nisǒ) — упразднённый посёлок на территории Плюсского района Псковской области России. Ныне в черте деревни Сербино  в составе Лядской волости.
Заселяли в основном эстонцы.

## Название
По бывшей мызе Низы, располагавшейся до революции 1917 года смежно с деревней Сербино (сами хутора были отстроены на землях, принадлежащих до того владельцам мызы Низы).

## География
Находилась у реки Плюсса, к северу от деревни Сербино

## История
Селение представляло собой несколько отдельных хуторов и две группы хуторов на пустошах Лайне (в 1937 году 19 домов) и Поречье (в 1937 году 6 домов).
До ноября 1928 года  входил в Сербинский сельсовет. После объединения с  Детковском (Детково-Алексинским) сельским советом входил в Алексинский сельский совет Лядского района Лужского округа Ленинградской области
23 июля 1930 года постановлением ЦИК и СНК СССР Лужский округ был упразднён.
22 марта 1935 года постановлением Президиума ВЦИК Алексинский сельсовет в составе Лядского района был включён во вновь образованный Псковский округ.
К 1949 году посёлок Низы и хутора, его составляющие, опустели.